# Jacksonburg (Wirginia Zachodnia)
Jacksonburg – jednostka osadnicza w Stanach Zjednoczonych, w stanie Wirginia Zachodnia, w hrabstwie Wetzel.